# LAV-25
LAV-25 (Light Armored Vehicle) – kołowy bojowy wóz piechoty opracowany i produkowany przez General Motors of Canada dla US Marines. Pojazd bazuje na szwajcarskim pojeździe Piranha I 8x8. Pojazd łączy w sobie dużą mobilność i siłę ognia, przez co wykorzystywany jest do różnych zadań: od działań rozpoznawczych do szybkich ataków.

## Historia
W latach 80. w USMC zaczęto poszukiwać nowego lekkiego pojazdu dla jednostek bojowych. Testom, trwającym 7 miesięcy poddano wiele konstrukcji m.in. pojazdy firmy Cadillac Gage oraz Scorpion/Stormer. Ostatecznie wybrano projekt ośmiokołowego pojazdu Piranha produkowanego na licencji w Kanadzie przez General Motors of Canada. Wóz ten w największym stopniu spełniał wymagania postawione przez dowództwo amerykańskiej piechoty morskiej. Nowe pojazdy wprowadzono do służby w USMC w roku 1983 pod nazwą LAV-25. Ogólnie dla US Marines wyprodukowano 758 pojazdów LAV-25 w różnych wersjach. Pojazdy LAV-25 zastąpiły m.in. używane do tej pory transportery M113 i stały się podstawowym wozem USMC.
LAV-25 używany jest także w Saudyjskich Siłach Zbrojnych. Od 1992 roku wyeksportowano dla tamtejszej Gwardii Narodowej 1774 wozy w 10 wersjach. Ponadto na jego podstawie stworzono pojazd przeznaczony dla armii australijskiej – ASLAV.
Pojazdy LAV-25 mają pozostać w służbie w US Marines co najmniej do 2024 roku.

## Konstrukcja
Kadłub i wieżę pojazdu wykonano z płyt spawanych. Pancerz zapewnia ochronę przed pociskami kal. 7,62 mm oraz odłamkami artyleryjskimi. Ponadto z przodu zapewnia on ochronę przed pociskami kal. 12,7 mm.
LAV-25 posiada wieżę z uzbrojeniem w postaci szybkostrzelnego działka M242 kal. 25 mm i sprzężonego z nim karabinu maszynowego kal. 7,62 mm. Drugi karabin maszynowy tego samego kalibru umieszczono na dachu wieży. Ponadto pojazd posiada osiem wyrzutni granatów dymnych.
Załogę pojazdu stanowią trzy osoby. Może ponadto przewozić do 6 żołnierzy.
LAV-25 cechuje się dużą mobilnością. Jest pojazdem amfibijnym (w wodzie osiąga prędkość 10,4 km/h). Ponadto może on być przewożony przez samoloty transportowe C-130 Hercules lub większe. Istnieje także możliwość transportu przez podwieszenie do CH-53E Super Stallion oraz zrzutu na spadochronie.

## Warianty
Wersją bazową oznaczoną jako LAV-25 jest bojowy wóz piechoty. Ponadto na jego postawie stworzono kilka wersji specjalistycznych:
- LAV-R – wóz zabezpieczenia technicznego
- LAV-L – transporter zaopatrzenia
- LAV-M – samobieżny moździerz kal. 81 mm
- LAV-C2 – wóz dowodzenia
- LAV-AT – samobieżna wyrzutnia ppk TOW
- LAV-MEWSS – pojazd walki elektronicznej
- LAV-AD – samobieżny zestaw przeciwlotniczy